# Liste der Bodendenkmale in Gräben
Die Liste der Bodendenkmale in Gräben enthält alle Bodendenkmale der brandenburgischen Gemeinde Gräben und ihrer Ortsteile auf der Grundlage der Landesdenkmalliste vom 31. Dezember 2020.
Die Baudenkmale sind in der Liste der Baudenkmale in Gräben aufgeführt.
| Gemarkung        | Flur    | Kurzansprache                                                   | Bodendenkmalnummer | Bemerkung | Bild |
| ---------------- | ------- | --------------------------------------------------------------- | ------------------ | --------- | ---- |
| Gräben (Lage)    | 3, 6    | Siedlung slawisches Mittelalter, Siedlung deutsches Mittelalter | 31081              |           |      |
| Gräben (Lage)    | 3, 6    | Dorfkern Mittelalter, Dorfkern Neuzeit                          | 31091              |           |      |
| Gräben (Lage)    | 8       | Dorfkern Neuzeit, Dorfkern Mittelalter                          | 31154              |           |      |
| Rottstock (Lage) | 2, 3, 4 | Dorfkern Neuzeit, Siedlung Urgeschichte, Dorfkern Mittelalter   | 31093              |           |      |